# 86 Semele
86 Semele este un asteroid din centura principală, descoperit pe 4 ianuarie 1866, de Friedrich Tietjen.